# 教育団
教育団（きょういくだん、英語：Traning Brigade）は、陸上自衛隊にかつて編成されていた団の一つで、主に新隊員・陸曹候補生に対して各職種共通的に必要な知識・技能教育を担当していた。

## 設立の趣旨
教育団の設立の趣旨は「教育団の任務といたしますところは、今まで新隊員が入りますと約十週間の前期基本訓練というものを、全国にあります十二の新隊員教育隊でやっておったのであります。そこを終りますと各職種別の部隊に配属になりまして、普通科とか機甲科とかいろいろございますが、そこへ行きましてまた約十週間の基本訓練を行うことになっておりまして、部隊の訓練上若干の支障があったのでございます。それを今度は教育団を作りまして、前後期の基本訓練を教育団において一貫して行うということによりまして、教育団の訓練を終りまして部隊に配属になりますると、すぐに一応役に立つというふうな体制に持っていきまして、部隊の行動能力を増強したいということを考えておるのでございます。」とされる。

## 組織
教育団長は1等陸佐（一）が充てられ、教育団は団本部、陸曹教育隊、教育大隊、機甲教育隊および女性自衛官教育隊をもって編合されている（ただし、団本部、陸曹教育隊および教育大隊以外の部隊の全部又は一部を編合に加えないことができる。）。
防衛庁の省移行に伴う多種多様な任務への即応および隊員教育の集約一元化などの理由から2006年（平成18年）3月以降即応予備自衛官を主幹とする1～2個コア部隊（師団・旅団隷下で運用されていた普通科連隊）を併合した方面混成団に改編されており、2013年（平成25年）3月25日の第3教育団の廃編をもって「教育団」という編成は消滅した。

## 教育団の一覧
- 第1教育団（武山駐屯地）：2011年（平成23年）4月21日廃止。
- 第2教育団（大津駐屯地）：2008年（平成20年）3月25日廃止。
- 第3教育団（相浦駐屯地）：2013年（平成25年）3月25日廃止。